# Martin Schliessler
Martin Schliessler (* 3. Juni 1929 in Mannheim; † 4. September 2008) war ein deutscher Abenteurer, Filmemacher und Künstler.

## Leben
Schliesslers Eltern waren die Künstler Otto und Gertrud Schliessler. Er wirkte an mehr als 200 Natur- und Expeditionsfilmen mit, so unter anderem an Im Schatten des Karakorum als zweiter Kameramann. Der Film wurde bei den Internationalen Filmfestspielen Berlin 1955 mit der Großen Bronzenen Plakette (Dokumentar- und Kulturfilm) ausgezeichnet.
Vor allem wurde Schliessler durch seine Reisen nach Alaska bekannt, wo er bis in die 1970er Jahre Filme über den Aufbau der Pipeline, Eskimos, Tiere, Goldsucher und zeitgenössische Rituale drehte. Einer seiner Höhepunkte dort war die Besteigung des Mount McKinley mit Bergsteiger Ray Genet im Jahr 1967, den sie kurz vor dem Erreichen der Spitze abbrachen. Als Schliessler 1974 mit dem Flugzeug abstürzte, überlebte er unverletzt und filmte die Tage bis zu seiner Rettung.
Im Jahre 1979 siedelte er mit seiner Familie nach Vancouver in Kanada über und war zuletzt künstlerisch tätig, indem er seine Erlebnisse in Form von Bildhauerei darstellte. Infolge einer Krankheit verlor er seine Stimme. Er starb zurückgezogen im Jahre 2008, nachdem er sich drei Jahre zuvor nochmals für die Dokumentation Auf verwehten Spuren von Wolfram Giese und seinem Sohn Jochen zur Verfügung stellte.
Aus der Ehe mit seiner Frau Anemone gingen vier Kinder hervor, darunter der Kameramann Tobias A. Schliessler (* 1958), die Fotografin und Illustratorin Tina Schliessler (* 1962) und der Dokumentarfilmer Jochen Schliessler (* 1964).

## Auszeichnungen
- 1956: Filmband in Silber für Im Zauber der Kordilleren (Überdurchschnittlicher abendfüllender Kulturfilm)